# Askevanns naturreservat
Askevanns naturreservat är ett 105,6 km² stort naturreservat i sydöstra delen av Rakkestads kommun i Østfold fylke i Norge. Reservatet inrättades den 14 februari 2014 för att skydda ett relativt litet påverkat skogsområde med tjärnar, myrar, tall- och granskog.

## Flora
De rödlistade arterna garnlav, gullmurkling och sumpnycklar växer i reservatet.. Andra intressanta arter som observerats är stor revmossa, vågig sidenmossa (Plagiothecium undulatum), bårdlav, korallblylav, dofttaggsvamp och fjällig taggsvamp.